# Pešišče
Pešišče (nemško Tratten) je naselje občine Štefan na Zilji v okraju Šmohor na Koroškem v Avstriji.